# Deutsche Badmintonmeisterschaft 1989
Die Deutsche Badmintonmeisterschaft 1989 fand vom 3. bis zum 5. Februar 1989 in Mülheim an der Ruhr statt.

## Medaillengewinner
| Disziplin    | Gold                                                                  | Silber                                                              | Bronze                                                                           |
| ------------ | --------------------------------------------------------------------- | ------------------------------------------------------------------- | -------------------------------------------------------------------------------- |
| Herreneinzel | Guido Schänzler (TTC Brauweiler 1948)                                 | Volker Renzelmann (1. DBC Bonn)                                     | Stephan Kuhl (FC Langenfeld)                                                     |
| Herreneinzel | Guido Schänzler (TTC Brauweiler 1948)                                 | Volker Renzelmann (1. DBC Bonn)                                     | Detlef Poste (1. DBC Bonn)                                                       |
| Dameneinzel  | Katrin Schmidt (TuS Wiebelskirchen)                                   | Nicole Baldewein (OSC Düsseldorf)                                   | Christine Skropke (FC Bayer 05 Uerdingen)                                        |
| Dameneinzel  | Katrin Schmidt (TuS Wiebelskirchen)                                   | Nicole Baldewein (OSC Düsseldorf)                                   | Kerstin Ubben (FC Langenfeld)                                                    |
| Herrendoppel | Harald Klauer (1. DBC Bonn) Ralf Rausch (FC Bayer 05 Uerdingen)       | Volker Eiber (TuS Wiebelskirchen) Stefan Frey (TV Mainz-Zahlbach)   | Guido Schänzler (TTC Brauweiler 1948) Gerhard Treitinger (SV Fortuna Regensburg) |
| Herrendoppel | Harald Klauer (1. DBC Bonn) Ralf Rausch (FC Bayer 05 Uerdingen)       | Volker Eiber (TuS Wiebelskirchen) Stefan Frey (TV Mainz-Zahlbach)   | Robert Neumann (FC Langenfeld) Markus Keck (SV Fortuna Regensburg)               |
| Damendoppel  | Kirsten Schmieder (FC Langenfeld) Katrin Schmidt (TuS Wiebelskirchen) | Nicole Baldewein (OSC Düsseldorf) Kerstin Ubben (FC Langenfeld)     | Anne-Katrin Seid (SV Fortuna Regensburg) Elke Drews (SV Fortuna Regensburg)      |
| Damendoppel  | Kirsten Schmieder (FC Langenfeld) Katrin Schmidt (TuS Wiebelskirchen) | Nicole Baldewein (OSC Düsseldorf) Kerstin Ubben (FC Langenfeld)     | Cathrin Hoppe (TV Mainz-Zahlbach) Mechtild Künstler (TV Mainz-Zahlbach)          |
| Mixed        | Volker Eiber (LZ Saar) Katrin Schmidt (TuS Wiebelskirchen)            | Markus Keck (SV Fortuna Regensburg) Anne-Katrin Seid (SSV Ulm 1846) | Stefan Frey (TV Mainz-Zahlbach) Mechtild Künstler (TV Mainz-Zahlbach)            |
| Mixed        | Volker Eiber (LZ Saar) Katrin Schmidt (TuS Wiebelskirchen)            | Markus Keck (SV Fortuna Regensburg) Anne-Katrin Seid (SSV Ulm 1846) | Harald Klauer (1. DBC Bonn) Christine Skropke (FC Bayer 05 Uerdingen)            |